# Karl Kaszala
Karl Kaszala, avstro-ogrski podčastnik, vojaški pilot in letalski as, * 1892, Nyrita, † 1932 (KIFA).
Offizierstellvertreter Kaszala je v svoji vojaški službi dosegel 8 zračnih zmag.

## Življenjepis
Med prvo svetovno vojno je bil pripadnik Flik 1, Flik 14 in Flik 41J ter edini avstro-ogrski podčastnik, ki je prejel železni križec II. razreda.
Leta 1914 se je pridružil kopenski vojski Avstro-ogrske vojske, a je bil nato premeščen k vojnemu letalstvu kot izvidniški pilot.
Ker je zavrnil služenje na Aviatiku B.III (označil ga je smrtno past), so ga premestili k Flik 1, kjer so mu dodelili Brandenburg C.1. Do začetka leta 1917 je že dosegel 3 zračne zmage. Februarja 1917 je bil premeščen k Flik 41J, ki mu je poveljeval Godwin Brumowski. Tu je letal na Brandenburgih in Albatrosih nad soško fronto, kjer je dosegel še 5 zmag, med drugim tudi en balon.

## Odlikovanja
- železni križec II. razreda